# César (nombre)
César (del latín Caesar) es un nombre de pila de varón en español.

## Etimología
La etimología de este nombre (que antes fue un cognomen) es discutida: quizás por caesarius con el significado de «cabellera» (en jocosa referencia a su pérdida, como la calvicie precoz que tuviera Julio César)
Otra fuente, indica que el primero de los miembros de la gens Julia que llevó el nombre de César, según los Anales de Roma, vivió en el tiempo de la segunda guerra púnica y se llamaba Sexto Julio César, habiendo sido pretor. La palabra César parece ser una voz púnica cuyo significado sería cuero de elefante, estando reforzada esta hipótesis por el hecho que en el primer denario de oro dedicado a Cayo Julio César, acuñado en el año 696 de Roma para conmemorar la victoria sobre Ariovisto y los germanos, en una cara tiene el nombre de César con su emblema consistente en un elefante y en el reverso los emblemas de sumo pontífice, cargo obtenido en el año 63 a. C.
Durante muchísimo tiempo se creyó que el cognomen "Caesar" tenía origen en que el famoso dictador romano nació por medio de una operación cesárea, pero nada más lejos de la realidad, pues los antepasados de Cayo Julio César también tenían dicho cognomen. Este error incluso ha alcanzado el bastión de la infalibilidad académica; según el Oxford English Dictionary, parece haberse originado en el modo en que Plinio explicó el origen del nombre familiar de los césares: los Caesar (una rama del clan romano de los Julii) tomaron supuestamente su nombre del verbo caedere («cortar»), en referencia a que uno de sus antepasados vino al mundo una vez que decidieron “cortar” a su madre.
Por otro lado, Esparciano señala que, tras consultar a los escritores más sabios y eruditos, se reconocían hasta cuatro versiones diferentes sobre el origen de la palabra Caesar utilizada como cognomen: 1) que significase “elefante” en el idioma 
mauretano (Caesai) y se diese como sobrenombre a un miembro de la gens Iulia que había matado a uno; 2) que un individuo de esta familia hubiese sido extraído (caesus) fuera del útero de su madre después de haber fallecido esta en el parto; 3) que otro naciera con una importante cantidad de pelo (caesaries) en su cabeza; o 4) que uno tuviera los ojos azul celeste (caesii), mucho más intenso de lo habitual en los humanos.

## Evolución de su uso
El apodo César pasó a ser nombre y luego título real (prácticamente sinónimo de emperador) en la Roma Antigua tras la muerte de Julio César (quien nunca fue emperador, sino dictador). De este nombre también han derivado las palabras rusas Zar (Czar) y la alemana Káiser. Como curiosidad cabe señalar que el nombre César fue prohibido por la Iglesia en el siglo VII al ser considerado pagano.[cita requerida]
En el Renacimiento el nombre reaparece, inicialmente en Italia. Este nombre fue dado frecuentemente en el siglo XVIII a los esclavos negros de los Estados Unidos como un intento simbólico de negar su estado de esclavitud.

## Santoral
15 de marzo: San César, mártir.

## Variantes
- Cesáreo.

### Variantes en otros idiomas
| Variantes en otras lenguas | Variantes en otras lenguas |
| -------------------------- | -------------------------- |
| Español                    | César                      |
| Alemán                     | Cäsar                      |
| Aragonés                   | Zésar                      |
| Armenio                    | Կեսար (Kesar)              |
| Asturiano                  | César                      |
| Azerí                      | Sezar                      |
| Bosnio                     | Cezar                      |
| Bretón                     | Cesare                     |
| Búlgaro                    | Цезар (Cezar)              |
| Catalán                    | Cèsar                      |
| Checo                      | Caesar                     |
| Croata                     | Cezar                      |
| Danés                      | Cæsar                      |
| Esperanto                  | Cezaro                     |
| Euskera                    | Kesar                      |
| Finlandés                  | Caesar                     |
| Francés                    | César                      |
| Gallego                    | César                      |
| Georgiano                  | კეისარი (Keisari)          |
| Griego                     | Καίσαρας (Kaísaras)        |
| Húngaro                    | Cézár                      |
| Inglés                     | Caesar                     |
| Islandés                   | Caesar                     |
| Italiano                   | Cesare                     |
| Japonés                    | シーザー(Shīzā)            |
| Latín                      | Caesar                     |
| Letón                      | Cēzars                     |
| Lituano                    | Cezaris                    |
| Maltés                     | Ċesari                     |
| Neerlandés                 | Caesar                     |
| Noruego                    | Cæsar                      |
| Polaco                     | Cezar                      |
| Portugués                  | César                      |
| Rumano                     | Cezar                      |
| Ruso                       | Цезарь (Cezar')            |
| Samogitiano                | Cezaris                    |
| Serbio                     | Цезар (Cezar)              |
| Siciliano                  | Cesari                     |
| Sueco                      | Caesar                     |
| Turco                      | Sezar                      |
| Valenciano                 | César (variante: Cesàreu)  |

## Personajes célebres
- Julio César, General, político, escritor, orador y cónsul romano. Fue el último Dictador Vitalicio de la República Romana. Reconocido por sus campañas militares como la conquista de las Galias.
- César Augusto, hijo adoptivo de Julio César y heredero universal. Fundador y primer Emperador del Imperio Romano.
- César Vallejo, poeta y escritor peruano, innovador de la poesía del siglo XX.
- César Rodríguez Álvarez, futbolista y entrenador español.
- César Menotti, futbolista y entrenador de Argentina.
- César Castrillón, apodado Papi o también Papi Saicos, cantante y bajista peruano de la banda de punk-rock de los años 60 Los Saicos.
- César Millan, reconocido adiestrador y entrenador de perros.
- Julio César Chávez, boxeador mexicano. Así como su hijo Julio César Chávez Jr.
- César Borgia, Duque de Valentinois.
- César Gaviria, 36.º Presidente de la República de Colombia.